# 1949 في النرويج
فيما يلي قوائم الأحداث التي وقعت خلال عام 1949 في النرويج.

## سياسة

### تعيين في المنصب
- 1 يناير – إدفارد كريستيان دانيلسن Commander of the Navy ‏.

### انتهاء فترة المنصب
- 1 يناير – أدولف كريستوفيرسن نائب عضو برلمان النرويج  [لغات أخرى]‏.
- 1 يناير – أوسكار اولسن عضو برلمان النرويج  [لغات أخرى]‏.
- 1 يناير – أولاف سورينسن عضو برلمان النرويج  [لغات أخرى]‏.
- 1 يناير – أولاف ميسدالشاغين عضو برلمان النرويج  [لغات أخرى]‏.
- 1 يناير – أينار غارهاردسن عضو برلمان النرويج  [لغات أخرى]‏.
- 1 يناير – إيجل إريكسن عضو برلمان النرويج  [لغات أخرى]‏، نائب عضو برلمان النرويج  [لغات أخرى]‏.
- 1 يناير – إيفار باي عضو برلمان النرويج  [لغات أخرى]‏.
- 1 يناير – بيدير ياكوبسن عضو برلمان النرويج  [لغات أخرى]‏، نائب عضو برلمان النرويج  [لغات أخرى]‏.
- 1 يناير – تريغفه لي عضو برلمان النرويج  [لغات أخرى]‏.
- 1 يناير – جاكوب مارتن بيترسن عضو برلمان النرويج  [لغات أخرى]‏.
- 1 يناير – جون أندرسن عضو برلمان النرويج  [لغات أخرى]‏.
- 1 يناير – خواكيم داهل عضو برلمان النرويج  [لغات أخرى]‏.
- 1 يناير – روالد هالفورسن نائب عضو برلمان النرويج  [لغات أخرى]‏.
- 1 يناير – سفين نيلسن عضو برلمان النرويج  [لغات أخرى]‏.
- 1 يناير – كارل بي. رايت عضو برلمان النرويج  [لغات أخرى]‏.
- 1 يناير – كارل هنري عضو برلمان النرويج  [لغات أخرى]‏.
- 1 يناير – كريستيان إل. هولم نائب عضو برلمان النرويج  [لغات أخرى]‏.
- 1 يناير – نيلس كريستين جاكوبسن عضو برلمان النرويج  [لغات أخرى]‏.
- 1 يناير – هنري جاكوبسن عضو برلمان النرويج  [لغات أخرى]‏.
- 31 ديسمبر – يوهان نيغورسفول عضو برلمان النرويج  [لغات أخرى]‏.

## رياضة
- 1 يناير – كأس النرويج 1949 الفائز Sarpsborg FK [الإنجليزية]‏.

## مواليد

### يناير
- 7 يناير – بنت إريشسن مخرجة أفلام نرويجية.

### فبراير
- 24 فبراير – داغ هارايد كاتب نرويجي.
- 28 فبراير – كاي إيدي سياسي نرويجي.

### مارس
- 10 مارس – إدفارد هوم كاتب نرويجي.
- 16 مارس – أنديرس فولكستاد
- 23 مارس – أسلوغ داهل متزحلقة نرويجية.

### أبريل
- 3 أبريل – رولف أندرياسن مُجدّف نرويجي.
- 26 أبريل – فيرنر كريستي

### مايو
- 6 مايو – بير هالي عداء مسافات طويلة نرويجي.
- 13 مايو – فيليب كروز

### يونيو
- 1 يونيو – هارالد هالفورسن
- 16 يونيو – فروده لارسن لاعب كرة قدم نرويجي.

### أغسطس
- 20 أغسطس – سفاين روالد هانسن سياسي نرويجي.

### سبتمبر
- 2 سبتمبر – كنوت بورغ صحفي نرويجي.

### نوفمبر
- 8 نوفمبر – كليمنت إندرسن قاضي نرويجي.
- 18 نوفمبر – سفيري دايسن

## وفيات

### يناير
- 25 يناير – ليون أوردال (مواليد 1890) رسام نرويجي.

### يونيو
- 25 يونيو – الياس سميث (مواليد 1873)

### يوليو
- 23 يوليو – جون أندرسون (مواليد 1873) لاعب كرة قاعدة نرويجي.

### سبتمبر
- 12 سبتمبر – ألف بونيفي براين (مواليد 1889)

### أكتوبر
- 11 أكتوبر – تشارلز أندرسون (مواليد 1875) سياسي من الولايات المتحدة الأمريكية.
- 28 أكتوبر – إيجل برينا لوند (مواليد 1903) لاعب كرة قدم نرويجي.

### ديسمبر
- 10 ديسمبر – أنديرس لارسن (مواليد 1870)